# Camañas
Camañas (aragónul Camanyas) település Spanyolországban, Teruel tartományban. Camañas Alfambra, Celadas, Villarquemado, Santa Eulalia del Campo, Torremocha de Jiloca, Aguatón, Visiedo és Argente községekkel határos. Lakosainak száma 127 fő (2024).

## Népesség
A település népessége az utóbbi években az alábbiak szerint változott:
| Lakosok száma | 135  | 150  | 124  | 117  | 135  | 128  | 129  | 134  | 137  | 127  |
|               | 2001 | 2004 | 2007 | 2009 | 2012 | 2014 | 2017 | 2019 | 2022 | 2024 |